# Triptiloides
Triptiloides là một chi bướm đêm thuộc họ Geometridae.